# Záhorce
Záhorce é um município da Eslováquia, situado no distrito de Veľký Krtíš, na região de Banská Bystrica. Tem 17,98 km² de área e sua população em 2018 foi estimada em 653 habitantes.

## Demografia
| Ano:        | 1994 | 2004   | 2014   | 2024   |
| ----------- | ---- | ------ | ------ | ------ |
| Broj ljudi: | 762  | 722    | 661    | 633    |
| Razlika:    |      | -5,24% | -8,44% | -4,23% |

| Ano:               | 2023 | 2024   |
| ------------------ | ---- | ------ |
| Número de pessoas: | 653  | 633    |
| Diferença:         |      | -3,06% |